# Aeroportul Internațional Alexandria
Aeroportul Internațional Alexandria (IATA: AEX, ICAO: KAEX, FAA LID: AEX) este un aeroport din Louisiana, Statele Unite ale Americii ce deservește zona Alexandria⁠(d). Aeroportul a fost tranzitat în 2019 de 283.664 de pasageri. A fost numit după zona deservită.
Situat la o altitudine de 27 m, aeroportul dispune de 2 piste.

## Infrastructură

### Piste
Aeroportul dispune de 2 piste. Pista 14/32 are suprafața de beton și dimensiunile 9.352 picioare × 150 picioare. Pista 18/36 are dimensiunile 7.001 picioare × 150 picioare. 